# Język ormiański
Język ormiański, język armeński (orm. Հայերեն trb. hajeren) – język z rodziny języków indoeuropejskich z grupy satem, stanowiący w niej samodzielną gałąź (patrz: języki ormiańskie). Język narodu Ormian. Obecnie używany jest w Republice Armenii, gdzie jest językiem urzędowym, a także w Gruzji, Iranie, Syrii, Rosji, w Libanie i w 24 innych państwach przez 6 milionów ludzi. Był także, obok rosyjskiego, jednym z dwóch języków urzędowych nieistniejącej już Republiki Górskiego Karabachu – separatystycznego państwa, które przestało istnieć 1 stycznia 2024 r. w wyniku przegrania walk z Azerbejdżanem.
Współcześnie istnieją dwa standardy języka ormiańskiego oraz liczne dialekty nieliterackie. Standardy różnią się wymową niektórych głosek, a także odmianą czasowników i czasami gramatycznymi. Ich nazwy pochodzą od miejsca ich powstania:
- wschodnioormiański używany na Wyżynie Armeńskiej u podnóży góry Ararat, w tym w obecnej Republice Armenii
- zachodnioormiański do rzezi Ormian używany przez Ormian mieszkających w Anatolii, obecnie używany jedynie wśród ormiańskiej diaspory.

W liturgii Kościoła ormiańskiego używany jest dawny język ormiański zwany grabar, który pochodzi z V-IX wieku, czyli okresu uznawanego za "złoty wiek" literatury ormiańskiej.
Ormianie polscy od XVII wieku, choć nie powszechnie, posługiwali się językiem zachodnioormiańskim. Na skutek postępującej polonizacji znajomość języka ormiańskiego niemal zanikła – przetrwała jedynie w kolonii ormiańskiej w Kutach nad Czeremoszem (do II wojny światowej). Do dziś żyje w Polsce kilka osób, które pamiętają używany tam język zachodnioormiański.

## Pochodzenie języka
Współcześnie język ormiański w zdecydowanej większości językoznawczych opracowań uważa się za język indoeuropejski, naznaczony silnym wpływem innych języków regionu, m.in. aramejskiego i średnioperskiego. Według najpopularniejszych teorii język ten, a ściślej jego wczesne stadium nazywane językiem praormiańskim, oddzielił się w starożytności od głównego pnia języków indoeuropejskich wraz z kilkoma innymi językami zaliczanymi do ligi paleobałkańskiej. Za język najbliżej spokrewniony z ormiańskim uważano w przeszłości frygijski, dziś teoria ta jest mniej popularna. Istnieją też hipotezy o bliższym związku języka ormiańskiego z językiem greckim.
Zaproponowano też kilka innych, znacznie mniej popularnych hipotez, przeczących indoeuropejskiemu rodowodowi języka ormiańskiego. W myśl tych teorii język ormiański miałby nabrać cech indoeuropejskich pod wpływem interakcji z językami tej rodziny (zwłaszcza anatolijskimi), a genetyczne pokrewieństwo wykazywać raczej z niektórymi językami hipotetycznej grupy azjanickiej. Teorie te kwestionowane są przez zdecydowaną większość językoznawców. W 1875 roku niemiecki językoznawca Heinrich Hübschmann opublikował pracę Położenie języka ormiańskiego wśród języków indoeuropejskich, w której wykazuje, że język ormiański stanowi osobną gałąź wśród języków indoeuropejskich, a podobieństwa z językiem perskim i innymi starożytnymi językami są zapożyczeniami.